# Frans Wymeersch
Frans Germania Hilarius Wymeersch (Sint-Niklaas, 13 september 1952) is een Belgisch politicus die actief was voor het Vlaams Belang (VB).

## Biografie
Wymeersch is van opleiding licentiaat in de Germaanse filologie en bouwde een carrière uit in de textielsector, waarin hij van 1974 tot 1990 actief was als verkoopsdirecteur en van 1990 tot 1992 als zaakvoerder. 
Hij groeide op in een Vlaams-nationalistische familie. Wymeersch was lid van het Vlaams Nationaal Jeugdverbond en in de jaren 1970 was hij actief in het Taal Aktie Komitee. In juni 1977 was hij medeoprichter van de Vlaamse Republikeinse Partij. Die partij kende geen succes, waarna Wymeersch en enkele anderen aansluiting vonden bij de Vlaams Nationale Partij van Karel Dillen. Het VNP ging in 1979 op in het Vlaams Blok, waar Wymeersch actief was in de partijraad.
Voor het Vlaams Blok, vanaf 2004 Vlaams Belang, ze telde Wymeersch van 1989 tot 1991 gemeenteraadslid van Sint-Niklaas, een mandaat dat hij sinds de verkiezingen van oktober 1994 opnieuw uitoefent. In de Sint-Niklase gemeenteraad was hij jarenlang fractieleider van het Vlaams Blok/Vlaams Belang. Na de gemeenteraadsverkiezingen van oktober 2024 werd Wymeersch na interne strubbelingen en een vertrouwensbreuk met het lokale partijbestuur in januari 2025 uit de Vlaams Belang-fractie in de gemeenteraad en uit de partij gezet.
Van november 1991 tot mei 1995 zetelde hij voor het arrondissement Sint-Niklaas in de Kamer van volksvertegenwoordigers. In de periode januari 1992-mei 1995 had hij als gevolg van het toen bestaande dubbelmandaat ook zitting in de Vlaamse Raad. De Vlaamse Raad was vanaf 21 oktober 1980 de opvolger van de Cultuurraad voor de Nederlandse Cultuurgemeenschap, die op 7 december 1971 werd geïnstalleerd, en was de voorloper van het huidige Vlaams Parlement. Bij de eerste rechtstreekse verkiezingen voor het Vlaams Parlement van 21 mei 1995 werd hij verkozen in de kieskring Sint-Niklaas-Dendermonde. Ook na de volgende Vlaamse verkiezingen van 13 juni 1999 en 13 juni 2004 bleef hij Vlaams volksvertegenwoordiger tot juni 2009. Als Vlaams Parlementslid was hij actief in de commissies Leefmilieu, Natuurbehoud en Ruimtelijke Ordening, Landbouw, Visserij en Plattelandsbeleid, waarvan hij van 2004 tot 2009 ondervoorzitter was, en Economie en Werkgelegenheid, waarvan hij van 1999 tot 2002 ondervoorzitter was. Sinds 29 september 2009 mag hij zich ere-Vlaams volksvertegenwoordiger noemen. Die eretitel werd hem toegekend door het Bureau (dagelijks bestuur) van het Vlaams Parlement. In mei 2014 stond hij op de 5de plaats van de Vlaams Belang-lijst voor de Europese Parlementsverkiezingen in België.
In 2012 werd Wymeersch veroordeeld voor het aanzetten tot haat nadat hij allochtonen de schuld had gegeven van vandalisme. Als straf werd hij veroordeeld tot vier maanden cel met uitstel, 1375 euro boete en 10 jaar ontzetting uit zijn burgerrechten, waardoor hij onder meer geen politiek mandaat meer mag uitoefenen.
Hij tekende beroep aan tegen dit vonnis, waardoor dit opschortend werkt en Wymeersch zich alsnog in oktober 2012 verkiesbaar kon stellen en als verkozene kon zetelen. In beroep werd hij vrijgesproken. Wymeersch is tevens verantwoordelijk gesteld voor de uitlatingen van VB'er R.V. binnen het Bijzonder Comité van het OCMW over de algemene fraude bij de aanstelling van de plaatselijke sociale diensthoofden.
Gerelateerde onderwerpen: Partijprogramma · 70-puntenplan · Cordon sanitaire · Racismeklacht